# Contea di Zhenping
La contea di Zhenping (镇平县S, Zhènpíng XiànP) è una contea della Cina, situata nella provincia di Henan e amministrata dalla prefettura di Nanyang.